# Кафяв акантозавър
Кафявият акантозавър (Acanthosaura lepidogaster) е вид влечуго от семейство Agamidae. Видът е незастрашен от изчезване.

## Разпространение
Разпространен е във Виетнам, Камбоджа, Китай (Гуанси, Фудзиен, Хайнан и Юннан), Лаос, Мианмар и Тайланд.